# Jean-Michel Kantor
Jean-Michel Kantor (París, 9 de octubre de 1946) es un matemático e historiador de la ciencia francés. Ha sido investigador en el Centre National de la Recherche Scientifique y, desde 1966 es Maître de conférences.
Actualmente, trabaja en el Institut des Mathématiques de Jussieu de las universidades de Paris VI y VII y el CNRS. Ha sido miembro del comité de redacción de la Gazette des mathématiciens de la Sociedad Matemática de Francia.
Como matemático ha dedicado sus esfuerzos a la geometría combinatoria, mientras que como historiador se ha centrado en la comparación de los enfoques rusos y franceses para el análisis a principios del siglo XX, especialmente en las figuras de los matemáticos Nikolai Lusin y Dmitri Fyodorovich Egorov por los rusos, y René Baire, Henri Lebesgue y Émile Borel en la parte francesa, así como en la historia del Análisis Funcional y de la teoría de las distribuciones, donde destacan Sergei Lvovitch Sobolev con los rusos y Laurent Schwartz y Jacques Hadamard en el lado francés. También ha investigado la relación entre la mística de la Iglesia Ortodoxa Rusa y la matemática, especialmente en las vidas de Pável Florenski y Sergéi Bulgákov.

## Obra
- Graham, Loren R.; Jean-Michel Kantor (2012). El nombre del infinito: un relato verídico de misticismo religioso y creatividad matemática. Barcelona: Acantilado. ISBN 9788415689140.
- Mathematics East and West, Theory and Practice: the Example of Distributions, Math. Intelligencer, v. 26, 2004.